# Traite des Blanches

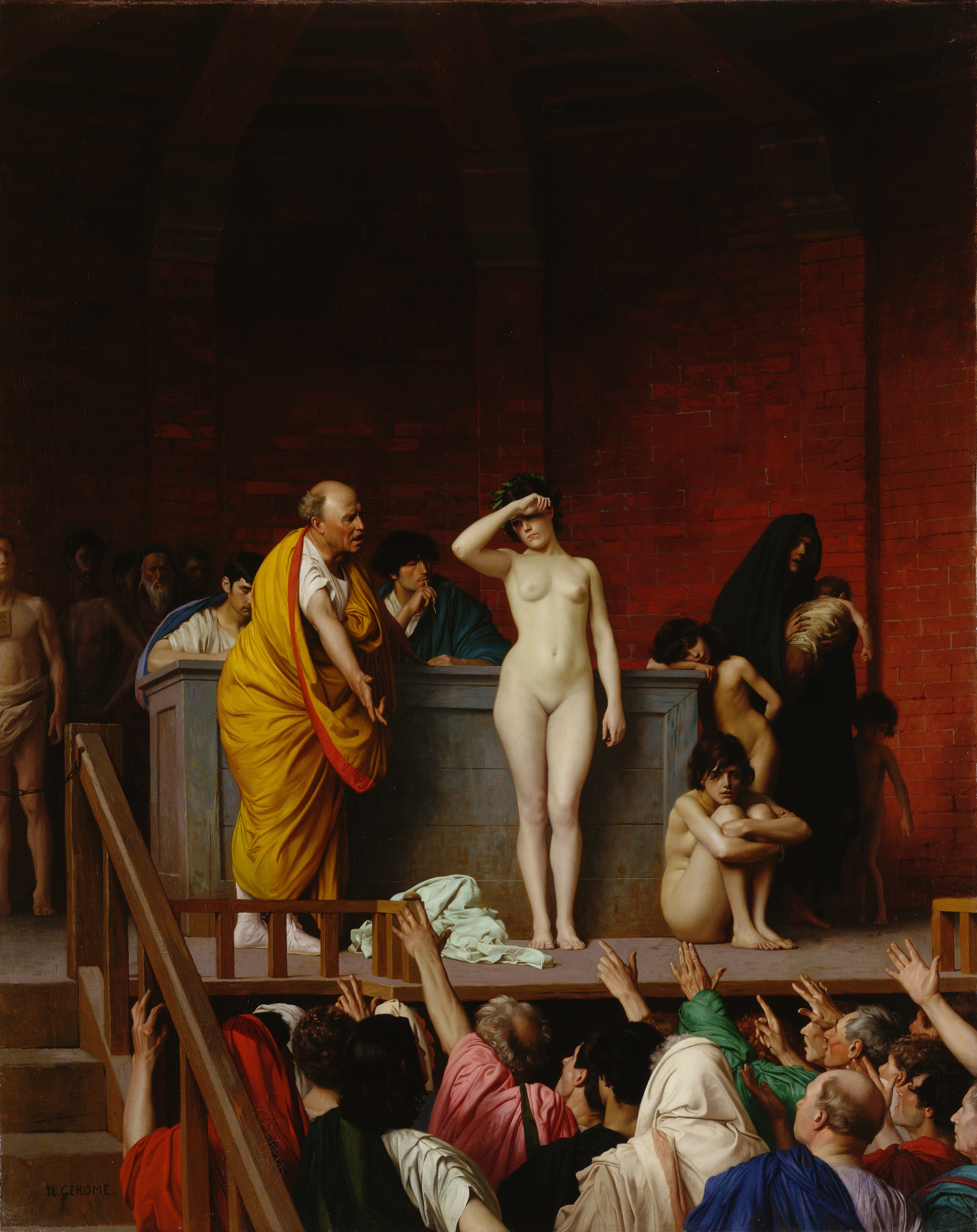
Vente dans un marché aux esclaves dans la Rome antique, telle que représentée par le peintre néoclassique Jean-Léon Gérôme dans Vente d'esclaves à Rome (XIXe siècle).

La traite des Blanches est un trafic de femmes consistant à entraîner ou détourner des femmes d'origine européenne ou autres (femmes « blanches ») pour les livrer à la prostitution forcée. Ce système est donc une forme de l'esclavage sexuel.

## Dans la Rome antique
Dans la mesure où l'obligation d'accepter des relations sexuelles (esclavage sexuel) peut être vue comme une caractéristique première de l'esclavage, la « traite des blanches » dans l'Antiquité ne serait pas distincte de l'esclavage.

## Au Proche et Moyen-Orient

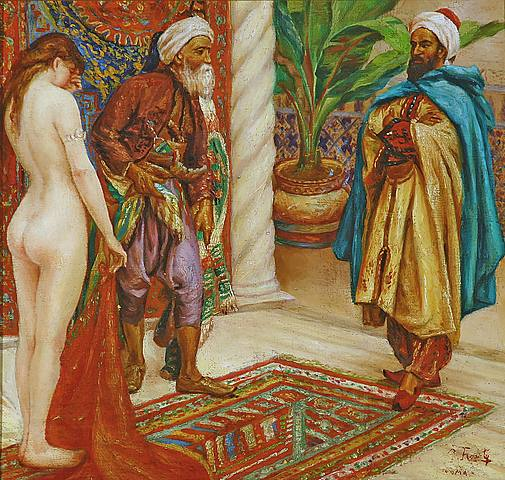
Esclave nouvellement arrivée au harem (Giulio Rosati).

La traite des esclaves blanches est essentiellement liée à la culture du harem, celle de l'ère ottomane en particulier. Dans l'Empire ottoman et en Perse, les femmes circassiennes, parfois vendues par leurs parents,, étaient particulièrement recherchées,,.
Les esclaves européennes proviennent de rafles lors d'expéditions en Europe, essentiellement des pays bordant la Méditerranée, des territoires sous domination ottomane et des pays voisins de ces territoires, mais aussi du Royaume-Uni et parfois d'Europe du Sud. Elles étaient ensuite exposées sur des marchés, excisées[réf. nécessaire], puis achetées par les trafiquants dans de lointains pays. La plupart du temps, il s'agissait de sultans qui approvisionnaient leurs harems en esclaves. 
Au Xe siècle, le Perse Ibn al-Faqih écrit : « De la mer occidentale, arrivent en Orient les esclaves hommes, romains (italiens), francs, lombards et les femmes romaines et andalouses ». Le mouvement orientaliste a abordé par la peinture au XIXe siècle le thème de la femme blanche réduite à l'esclavage, en représentant des femmes blanches au harem. 
Selon Jean-Noël Ferrié et Gilles Boëtsch, il faudrait y voir une volonté des artistes de présenter le monde oriental selon la lecture sexiste et raciste de leur temps : les femmes blanches trônent forcément, puisqu'elles sont « supérieures » à toutes les autres. C'est aussi plus spécifiquement parce que les modèles disponibles pour les peintres sont des Européennes.

## Dans les réseaux de proxénétisme contemporains

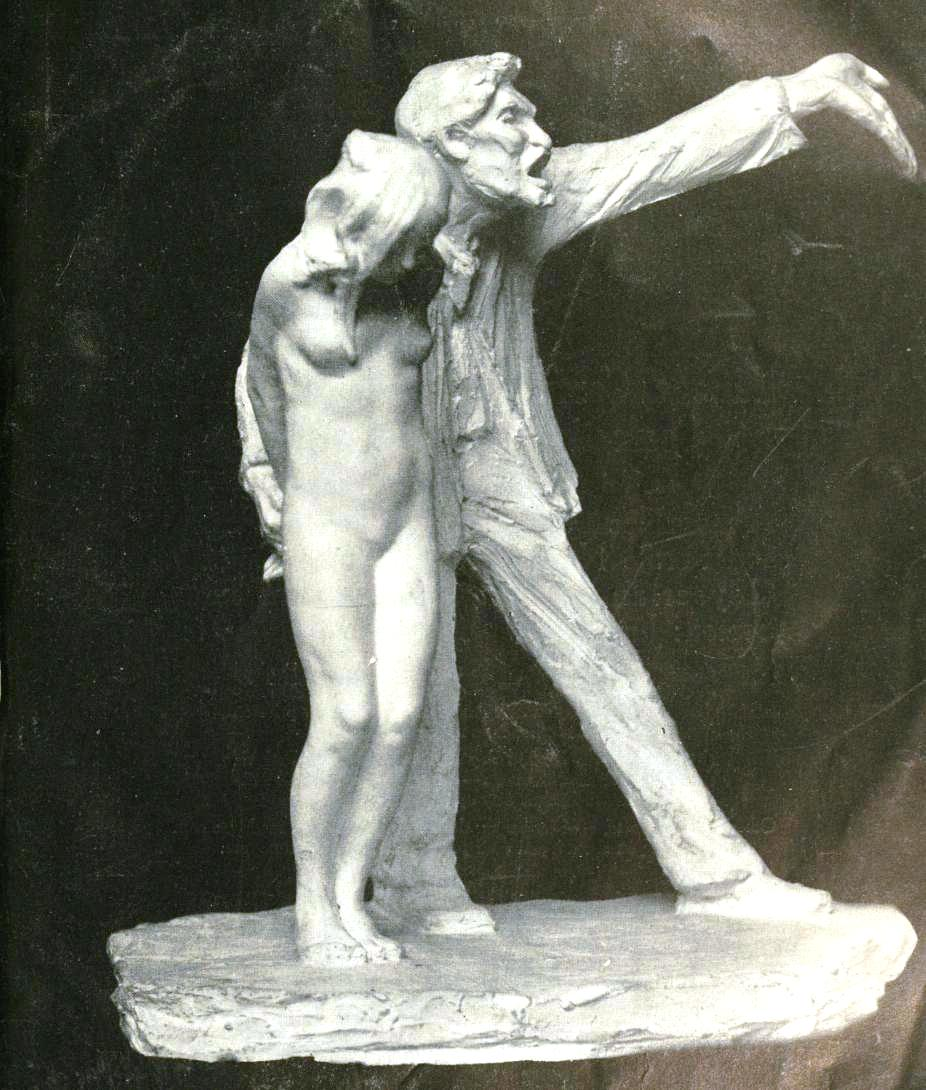
L'Esclave blanche, par Abastenia St. Léger Eberle, 1913.

Avant les années 1950, l'expression « traite des Blanches » désigne l'envoi régulier et organisé par des proxénètes de prostituées européennes vers les maisons closes d'Amérique latine à l'exemple de Marie Paoleschi. Aux États-Unis, des souteneurs attendant des femmes migrantes sur les ports pour les faire travailler dans la rue, ce qui donne naissance à la loi Mann qui interdit de faire passer des femmes d'un État à un autre « dans un but immoral ». Ce phénomène débute vers 1890, est transatlantique et complexe mais il est comparable à la traditionnelle « remonte » limitée à la France. Ainsi les prostituées françaises insoumises étaient-elles envoyées dans des lupanars d'Afrique du Nord[réf. nécessaire]. Au-delà des femmes françaises, étaient concernées des Espagnoles, des Polonaises, des Russes, etc.[réf. nécessaire]
Le procès en 1906 à Vienne de la tenancière Régine Riehl, propriétaire de maison close accusée d'avoir séquestré et maltraité les jeunes femmes travaillant pour elle, met en lumière à l'échelle internationale l'exploitation des jeunes femmes victimes de cette traite, et les subterfuges utilisés pour les recruter, dans de nombreux cas en leur proposant un travail totalement différent de la prostitution.
Le grand reporter d'investigation Albert Londres enquête, de façon sérieuse et approfondie, en 1927 sur la traite des blanches vers l'Argentine et en démonte les mécanismes, avant tout économiques. Les femmes ne sont pas enlevées contre leur gré comme le prétend une presse sensationnaliste (une légende qui aura la vie dure, comme l'atteste la rumeur d'Orléans), mais les conditions socio-économiques et l'appât du gain des proxénètes et des réseaux de prostitution aboutissent de facto à un esclavage économique qu'Albert Londres dénonce vigoureusement dans un livre intitulé Le chemin de Buenos Aires, qui est un classique du  journalisme d'investigation.
Après 1960, le milieu marseillais envoie des femmes françaises dans les maisons closes d'Allemagne. Au XXIe siècle, des réseaux analogues fonctionnent pour placer des Roumaines ou Ukrainiennes en Europe de l'Ouest. Le film de Léo Jonannon Le Désert de Pigalle évoque également le Liban[réf. nécessaire].

## Critiques de la traite blanche

### Thèse de Jean-Michel Chaumont
Le philosophe Jean-Michel Chaumont, sociologue et auteur belge, attaché à l'Université catholique de Louvain, explique lors d'une interview accordée en 2009 au magazine Sciences humaines que la traite des blanches est un mythe qui repose sur « une escroquerie intellectuelle » qui daterait de la fin du XIXe siècle, période où des rumeurs d'enlèvements de jeunes filles françaises seraient organisés par des réseaux de prostitution qui les déporteraient dans d'autres pays. Les faits, qui furent confirmés par un rapport publié par un comité d’experts de la Société des nations en 1927, s'avèrent sans fondement selon Jean-Michel Chaumont, qui accuse ces experts d'avoir « manipulé les résultats de l’enquête pour prouver la réalité de la traite ».

### La Rumeur d'Orléans
Le thème de la traite des blanches est analysé en 1969 dans l'ouvrage sociologique La Rumeur d'Orléans d'Edgar Morin. Il apparaît en effet, au cœur de la rumeur fantaisiste qu'il a étudiée, selon laquelle des jeunes filles utilisant les cabines d'essayage des magasins du centre-ville orléanais tenus par des Juifs auraient été droguées et enlevées via les souterrains de la ville dans le but d'être revendues comme esclaves quelque part hors du territoire français.

## Dans les arts et la culture populaire

### Filmographie

#### Cinéma
- 1910 : La Traite des Blanches réalisé par August Blom ;
- 1911 : La Traite des Blanches réalisé par August Blom ;
- 1927 :  La Traite des Blanches : un danger international réalisé par Jaap Speyer ;
- 1937 : 
  - L'Esclave blanche de Augusto Genina ;
  - Le Chemin de Rio réalisé par Robert Siodmak, film policier où une journaliste s'infiltre dans un réseau de traite de blanches ;
- 1952 : La Traite des Blanches réalisé par Luigi Comencini ;
- 1958 : Le Désert de Pigalle par Léo Joannon, qui évoque le monde de la prostitution, le proxénétisme et la traite des blanches dans le quartier Pigalle à Paris et de la lutte d'un prêtre qui s'oppose au milieu ;
- 1959 : Brigade des mœurs de Maurice Boutel ;
- 2002 : La Vie nouvelle de Philippe Grandrieux ;
- 2004 : 
  - Terre promise d'Amos Gitaï ;
  - Matrioshki : Le Trafic de la honte de Guy Goossens et Marc Punt ;
  - Sex Traffic de David Yates, deux sœurs roumaines partent, avec un petit ami, travailler à l'ouest. Il les vend à des proxénètes ;
- 2005 : Human Trafficking de Christian Duguay, une fiction qui plonge le spectateur dans le monde du proxénétisme et de la traite des blanches ;
- 2008 : Taken de Pierre Morel ;
- 2010 : Seule contre tous de Larysa Kondracki, qui dénonce l'esclavage sexuel après la guerre d'indépendance de Bosnie, inspiré de l'histoire de Kathryn Bolkovac ;

### Littérature

#### Romans
Jacques Deval, Marie Galante, Paris, Albin Michel, 1931

### Musique

#### Chanson
La poignante Chanson de Margaret écrite par Pierre MacOrlan et interprétée par Germaine Montero, puis par Monique Morelli (et bien d'autres par la suite) évoque sur le mode de la complainte réaliste les regrets d'une prostituée, née au Havre (avant les destructions de 1944) tentée par le mirage de l'enrichissement rapideà Tampico, un destin qui lui laisse un amer goût de cendres et de regrets.

### Iconographie

#### Peinture

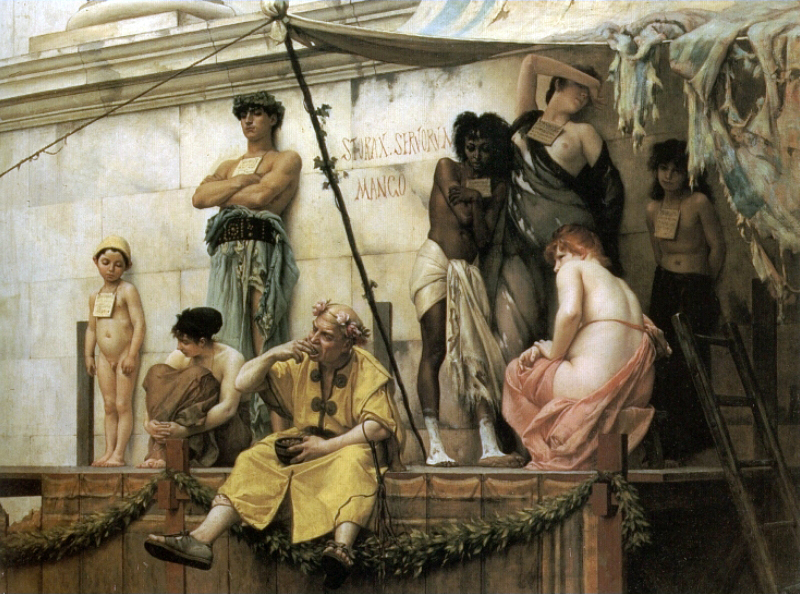
Gustave Boulanger, Le marché aux esclaves à Rome antique, 1866.
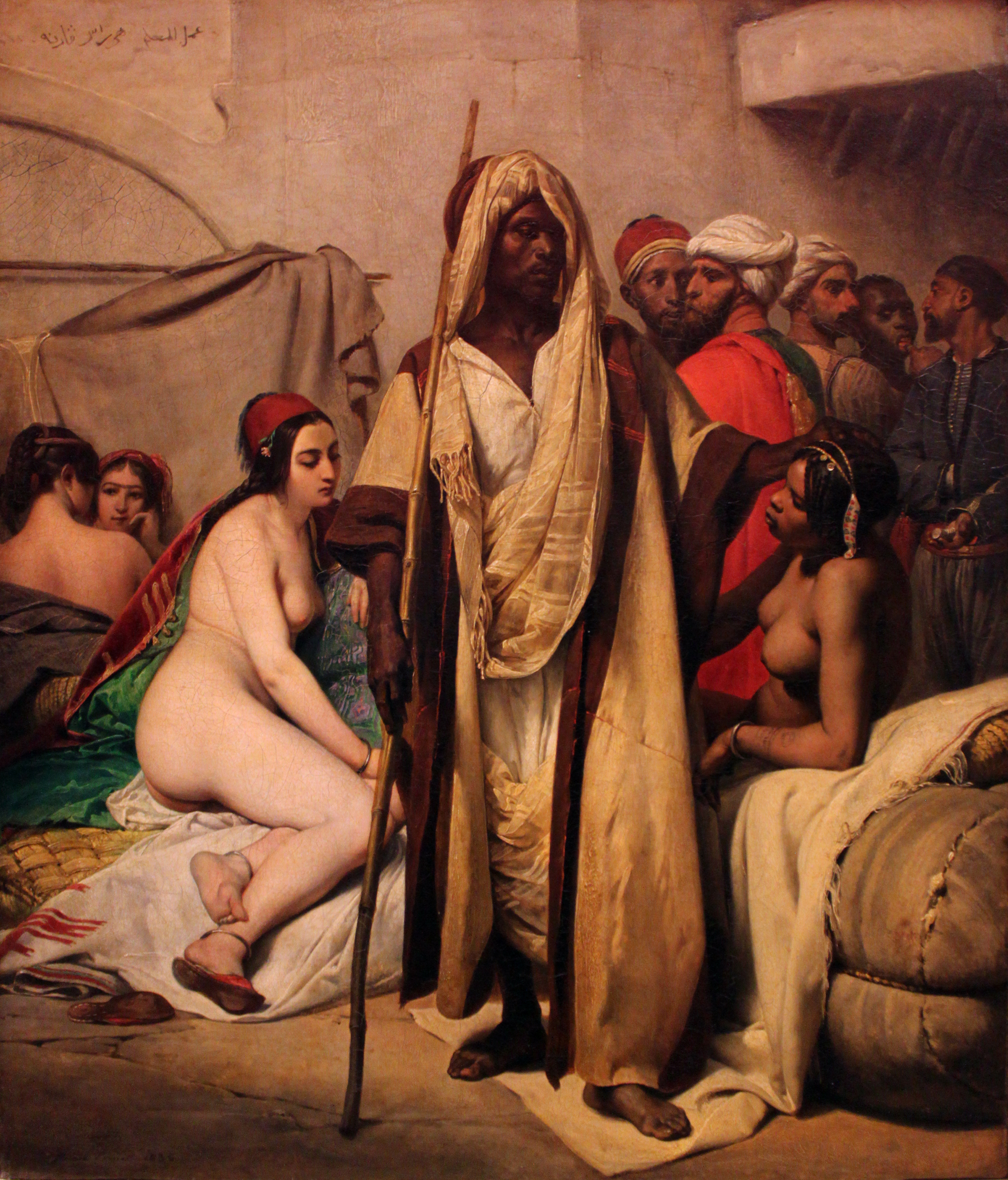
Le Marché d'esclaves, peinture d'Horace Vernet, 1836.
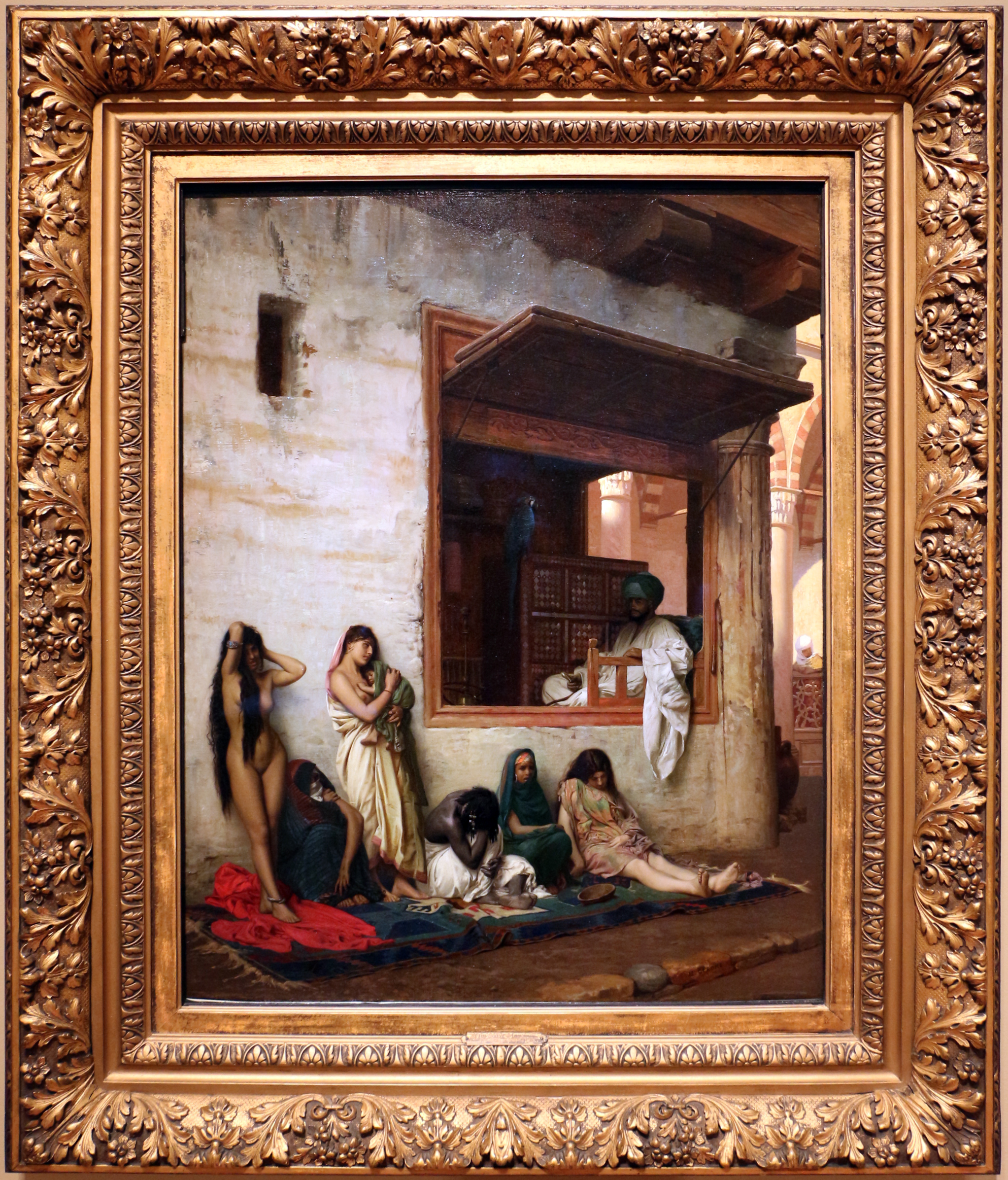
Jean-Léon Gérome, Vente d'esclaves au Caire, 1871 (Cincinnati Art Museum).
Jean-Léon Gérome, Le Marché d'esclaves, vers 1866 (Clark Art Institute).

#### Ouvrages anciens
- René Cassellari, La Traite des blanches et le vice, étude sociale et révélations, avec une préface du détective René Cassellari, Détective Magazine, Paris, 1914, 32 p.
- L. Layrac, La traite des blanches et l'excitation à la débauche, V. Girard et F. Brière, Paris, 1904
- Vittorio Levi, La prostitution chez la femme et la traite des blanches, Imp. Castiglione, Naples, 1912, 128 p.
- Albert Londres, La Traite des blanches ; suivi de La Traite des noires, Union générale d'éditions, Paris, 1984, 438 p.  (ISBN 2-264-00640-4)
- F. Tacussel, La traite des blanches, J. Bonhoure, Paris, 1877, 36 p.
- Clotilde Dissard, « La traite des blanches », in La Fronde, n° du 16 août 1899.

#### Ouvrages contemporains
- Marie Paoleschi, Marie La Jolie - De Marseille et de Pigalle à Buenos Aires, Rio, Caracas, Saïgon, Biskra... Sur les Chemins de la Traite des Blanches, Robert Laffont, 1979, 351 p.
- (en) Claudia Aradau, Rethinking trafficking in women : politics out of security, Palgrave Macmillan, Basingstoke, 2008, 225 p.  (ISBN 978-0-230-57331-4)
- Jean-Michel Chaumont, Le mythe de la traite des blanches. Enquête sur la fabrication d'un fléau, La Découverte, Paris, 2009, 324 p.  (ISBN 978-2-7071-5809-3)

#### Documentaires
- 2005 : Esclaves sexuelles de Ric Esther Bienstock, qui retrace le cheminement des victimes depuis le départ de leurs pays, tout en apposant un visage sur cette réalité et en y exposant les conséquences ;
- 2010 : The Price of Sex (en), de Mimi Chakarova